# Minerve
Minerve è un comune francese di 126 abitanti situato nel dipartimento dell'Hérault nella regione dell'Occitania.
Capitale storica della regione minervese, questo piccolo comune accoglie ogni anno più di 300.000 visitatori. Avendo nel turismo e nella produzione di vini di qualità i due pilastri della sua attività, Minerve è stata inclusa nella lista dei più belli villaggi francesi.

## Geografia fisica
Minerve è un piccolo villaggio posto su una grande roccia, vera isola continentale circondata dai canyon di due fiumi che convergono in questo posto: il Cesse e il Brian. Lo straordinario ambiente naturale costituisce la principale attrattiva turistica, condivisa con la sua tragica storia.
Fu, infatti, qui che fu innalzato il primo rogo della crociata degli albigesi. Più di 150 catari si lanciarono spontaneamente nella fiamme per non essere obbligati ad abiurare la propria fede.
Minerve è a 10 km da Olonzac, 28 da Saint-Pons-de-Thomières e 32 da Narbona.

## Etimologia
Il nome mitico di Minerve non ha niente a che fare con la dea greca. Bisogna avvicinarlo a Ménerbes in Provenza, la cui somiglianza topografica è sorprendente. Condividendo la radice Men (la stessa di men-hir), si tratterebbe d'un toponimo celtico che farebbe riferimento alla sua situazione, abbarbicata sulla roccia (come i numerosi toponimi romani che iniziano per rocca).

## Economia
- Turismo

Dalla fine del XX secolo l'interesse per la storia dei Catari e il turismo verde hanno portato a Minerve centinaia di migliaia di turisti.
- Viticultura: produzione di vini (AOC) minervesi.

## Luoghi di interesse e monumenti
Nel patrimonio meraviglioso del luogo si trovano:
- La candela (muro del castello, XIII secolo)
- I bastioni
- La porta bassa.
- Il ponte di pietra.
- La Chiesa Saint-Étienne dei secoli XI e XII.

## Società

### Evoluzione demografica
Abitanti censiti